# Pic de Barran
Pic de Barran – szczyt górski położony we francuskiej części Pirenejów, w departamencie Pireneje Wysokie, na terenie gminy Beaucens.